# Passiflora suberosa
Passiflora suberosa je biljka iz porodice Passifloraceae rasprostranjena u tropskoj Južnoj Americi.

## Sinonimi
- homotipni
  - Cieca suberosa (L.) Moench, Suppl. Meth. Pl. 102. 1802.
  - Cieca viridis Medik., Malvenfam. 97. 1787, nom. illeg.
  - Granadilla suberosa (L.) Gaertn., Fruct. Sem. Pl. 2: 480. 1791.
  - Meioperis suberosa (L.) Raf., Fl. Tellur. 4: 103. 1838.
  - Passiflora hederifolia Lam., Encycl. 3: 38. 1789, nom. illeg.

- heterotipni
  - Cieca angustifolia (Sw.) M.Roem., Fam. Nat. Syn. Monogr. 2: 143. 1846.
  - Cieca flexuosa (Gardn.) M.Roem., Fam. Nat. Syn. Monogr. 2: 148. 1846.
  - Cieca globosa (Vell.) M.Roem., Fam. Nat. Syn. Monogr. 2: 144. 1846.
  - Cieca hederacea (Cav.) M.Roem., Fam. Nat. Syn. Monogr. 2: 141. 1846.
  - Cieca heterophylla Moench, Suppl. Meth. Pl. 101. 1802, nom. illegit.
  - Cieca limbata (Ten.) M.Roem., Fam. Nat. Syn. Monogr. 2: 148. 1846.
  - Cieca litoralis (Kunth) M.Roem., Fam. Nat. Syn. Monogr. 2: 145. 1846.
  - Cieca minima (L.) Moench, Suppl. Meth. Pl. 102. 1802.
  - Cieca nigra (Jacq.) Medik., Malvenfam. 97. 1787.
  - Cieca olivaeformis (Mill.) M.Roem., Fam. Nat. Syn. Monogr. 2: 144. 1846.
  - Cieca pallida (L.) M.Roem., Fam. Nat. Syn. Monogr. 2: 142. 1846.
  - Cieca peltata (Cav.) M.Roem., Fam. Nat. Syn. Monogr. 2: 141. 1846.
  - Cieca pseudosuberosa (Fisch.) M.Roem., Fam. Nat. Syn. Monogr. 2: 146. 1846.
  - Cieca warei (Nutt.) M.Roem., Fam. Nat. Syn. Monogr. 2: 146. 1846.
  - Meioperis angustifolia (Swartz) Raf., Fl. Tellur. 4: 103. 1838.
  - Meioperis hederacea (Cav.) Raf., Fl. Tellur. 4: 103. 1838.
  - Meioperis minima (L.) Raf., Fl. Tellur. 4: 103. 1838.
  - Meioperis pallida (L.) Raf., Fl. Tellur. 4: 103. 1838.
  - Meioperis peltata (Cav.) Raf., Fl. Tellur. 4: 103. 1838.
  - Passiflora angustifolia Sw., Prodr. 97. 1788.
  - Passiflora calliaquatica E.H.L.Krause, Beih. Bot. Centralbl. 32(2): 340. 1914.
  - Passiflora flexuosa Gardn., London J. Bot. 1: 174. 1842.
  - Passiflora glabra Mill., Gard. Dict., ed. 8. 1768.
  - Passiflora globosa Vell., Fl. Flumin. 9: pl. 85. 1831.
  - Passiflora hederacea Cav., Diss. 10: 448. 1790.
  - Passiflora heterophylla Aiton, Hort. Kew. 3: 309. 1789.
  - Passiflora hirsuta L., Sp. Pl. 958. 1753.
  - Passiflora hirsuta var. parvifolia M.Roem., Fam. Nat. Syn. Monogr. 2: 174. 1846.
  - Passiflora kohautiana C.Presl, Abh. Königl. Böhm. Ges. Wiss., ser. 5. 3: 502. 1845.
  - Passiflora limbata Ten., Index Sem. Hort. Neapol. 12. 1839; Ann. Sci. Nat., Bot., ser. 2. 13: 380. 1840.
  - Passiflora lineariloba Hook.f., Trans. Linn. Soc. London 20: 222. 1851.
  - Passiflora litoralis Kunth, in Humboldt et al., Nov. Gen. Sp. 2: 138. 1817.
  - Passiflora longifolia Lam., Encycl. 3: 40. 1789.
  - Passiflora minima L., Sp. Pl. 959. 1753.
  - Passiflora nigra Jacq., Observ. Bot. 2: 27, pl. 46(3). 1767.
  - Passiflora olivaeformis Mill., Gard. Dict., ed. 8. 1768.
  - Passiflora oliviformis Vell., Fl. Flumin. 9: pl. 83. 1831 ("1827"), nom. illeg. non Mill. (1768).
  - Passiflora pallida L., Sp. Pl. 955. 1753.
  - Passiflora parviflora Sw., Prodr. 97. 1788.
  - Passiflora peltata Cav., Diss. 10: 447, pl. 274. 1790.
  - Passiflora pseudosuberosa Fisch., in Fischer & Ave-Lallemant, Index Sem. Hort. Petrop. 9: 82. 1843; Fischer ex Walpers, Repert. Bot. Syst. 2: 934. 1843.
  - Passiflora puberula Hook.f., Trans. Linn. Soc. London 20: 223. 1851.
  - Passiflora suberosa subvar. argentea Mast., Trans. Linn. Soc. London 27: 630. 1871.
  - Passiflora suberosa var. angustifolia (Sw.) Masters, Trans. Linn. Soc. London 27: 630. 1871.
  - Passiflora suberosa var. divaricata Griseb., Bonplandia 6: 7. 1858.
  - Passiflora suberosa var. hederacea (Cav.) Mast., Trans. Linn. Soc. London 27: 630. 1871.
  - Passiflora suberosa var. hirsuta (L.) Mast., Trans. Linn. Soc. London 27: 630. 1871.
  - Passiflora suberosa var. lineariloba (Hook.f.) Mast., in Martius, Fl. Bras. 13(1): 579. 1872.
  - Passiflora suberosa var. longiloba Triana & Planch., Ann. Sci. Nat., Bot., ser. 5. 17: 157. 1873.
  - Passiflora suberosa var. longipes S.Watson, Proc. Amer. Acad. Arts 25: 149. 1890.
  - Passiflora suberosa var. minima (L.) Mast., Trans. Linn. Soc. London 27: 630. 1871.
  - Passiflora suberosa var. pallida (L.) Mast., Trans. Linn. Soc. London 27: 630. 1871.
  - Passiflora tridactylites Hook.f., Trans. Linn. Soc. London 20: 222. 1851.
  - Passiflora warei Nutt., Amer. J. Sci. Arts 5: 297. 1822.
  - Passiflora villosa Macf., Fl. Jamaica 2: 150. 1850, nom illeg. non Vell. (1831).

## Galerija
- Cvijet.
- Nezreli plodovi.
- Passiflora suberosa u divljini.
- U divljini
- Listovi.
- Plodovi.
- Listovi i usahli plodovi.
- Cvijet i listovi.

## Vanjske poveznice
|  | Zajednički poslužitelj ima stranicu o temi Passiflora suberosa    |
|  | Zajednički poslužitelj ima još gradiva o temi Passiflora suberosa |
|  | Wikivrste imaju podatke o taksonu Passiflora suberosa             |